# Hamleys
Hamleys er en af verdens største legetøjsbutikker. For øjeblikket (2012) ligger hovedafdelingen på Regent Street 188–196 i London.

## Historie
Hamleys er opkaldt efter William Hamley, der grundlagde en legetøjsbutik kaldet "Noas ark" på High Holborn i London i 1760. En afdeling på Regent Street blev åbnet i 1881. Afdelingen på High Holburn blev ødelagt af en brand i 1901, og blev flyttet fra 231 til 86–87 High Holborn. Forretningen har overlevet i varierende form til i dag, og på et tidspunkt var den den største legetøjsbutik i verden. Hamleys flyttede til dets nuværende placering i 1981.
Forretningen anses for at være en af Londons større turistattraktioner og modtager årligt ca. 5 mio. besøgende.

## Afdelinger
Hamleys har udover 7 forskellige steder i Storbritannien også afdelinger i flere andre lande. 
Bl.a. (pr. 2012):
- Danmark - i Københavns Lufthavn, i Illum, (Strøget, København), i Field's (Ørestaden, København) samt en under opbygning i Industriens Hus (Vesterbrogade, København)
- Sverige - i Nacka ved Stockholm samt en i Emporia, Malmö
- Cypern
- Indien